# ماري لو فاريل
ماري لو فاريل هي متسابقة ملكة الجمال ومغنية كندية، ولدت في 27 نوفمبر 1942 في سانت جونز في كندا، وتوفيت في 19 أكتوبر 2011 في تامبا في الولايات المتحدة.

## وصلات خارجية
- ماري لو فاريل على موقع قاعدة بيانات برودواي على الإنترنت (الإنجليزية)
- ماري لو فاريل على موقع قاعدة بيانات برودواي على الإنترنت (الإنجليزية)